# Pati Yang
Pati Yang, artistnamn för Patrycja Hilton (flicknamn Grzymałkiewicz), född 26 mars 1980 i Wrocław, är en polsk sångerska och låtskrivare. Hon har givit ut fyra album som soloartist och frontade duon Flykkiller tillsammans med sin dåvarande man, producenten Stephen Hilton. Under 2005 fick hon en mindre hit med låten "All That Is Thirst" från albumet Silent Treatment, som uppnått 14:e plats på den polska albumlistan. Pati Yangs musik är intimt förknippad med den elektroniska musikstilen triphop och hon har givits epitetet "Poland's first lady of electronic music".
Artistnamnet Pati Yang är en kombination av förnamnet Patrycja och Yang, som i Yin och yang.

## Biografi

### Bakgrund
Pati Yang växte upp i en musikalisk familj. Hennes far spelade i ett punkband och hennes mor, som var tillsammans med Lady Pank-sångaren Jan Borysewicz, tog ofta med henne på konserter. Pati Yang började skriva egen musik när hon var 14 år gammal. Vid 16 års ålder flyttade hon till London för att studera musik.

### DebutalbumetJaszczurka(1997–2000)
Efter studierna återvände Pati Yang till Polen och började i september 1997 att spela in sitt första album vid Red Studio i Gdańsk. Året därpå, när hon var 18 år gammal, kontrakterades hon av Sony Music Poland. Albumet släpptes under namnet Jaszczurka, det polska namnet för ödla, i oktober 1998. Tillsammans med producenten Jarogniew Milewski skapade man en elektronisk stil som kan ses som en tidig definition av genren triphop. Albumet blev väl mottaget och följdes av en mindre turné.

### London och Stephen Hilton (2001–2004)
Efter turnén som följde albumet Jaszczurka upplevde Pati Yang svårigheter med att arbeta ihop med de tidigare studiomusikerna och 2001 flyttade hon åter till London där hon bosatte sig permanent. En månad efter började hon arbeta med producenten Stephen Hilton. Tillsammans bildade de musikprojektet Children som, trots att de aldrig gav ut något album, fick publicitet i tidningen The Independent. När paret så småningom förlovade sig bytte hon efternamn från Grzymałkiewicz till Hilton.
Vid den här tiden hade paret ett nära samarbete med kompositören och producenten David Holmes. Under namnet The Free Association producerade de soundtracket till filmen Code 46 (2004) och turnerade runt Europa inför en publik på cirka 20 000 människor.

### Silent Treatmentoch Flykkiller (2005–2008)

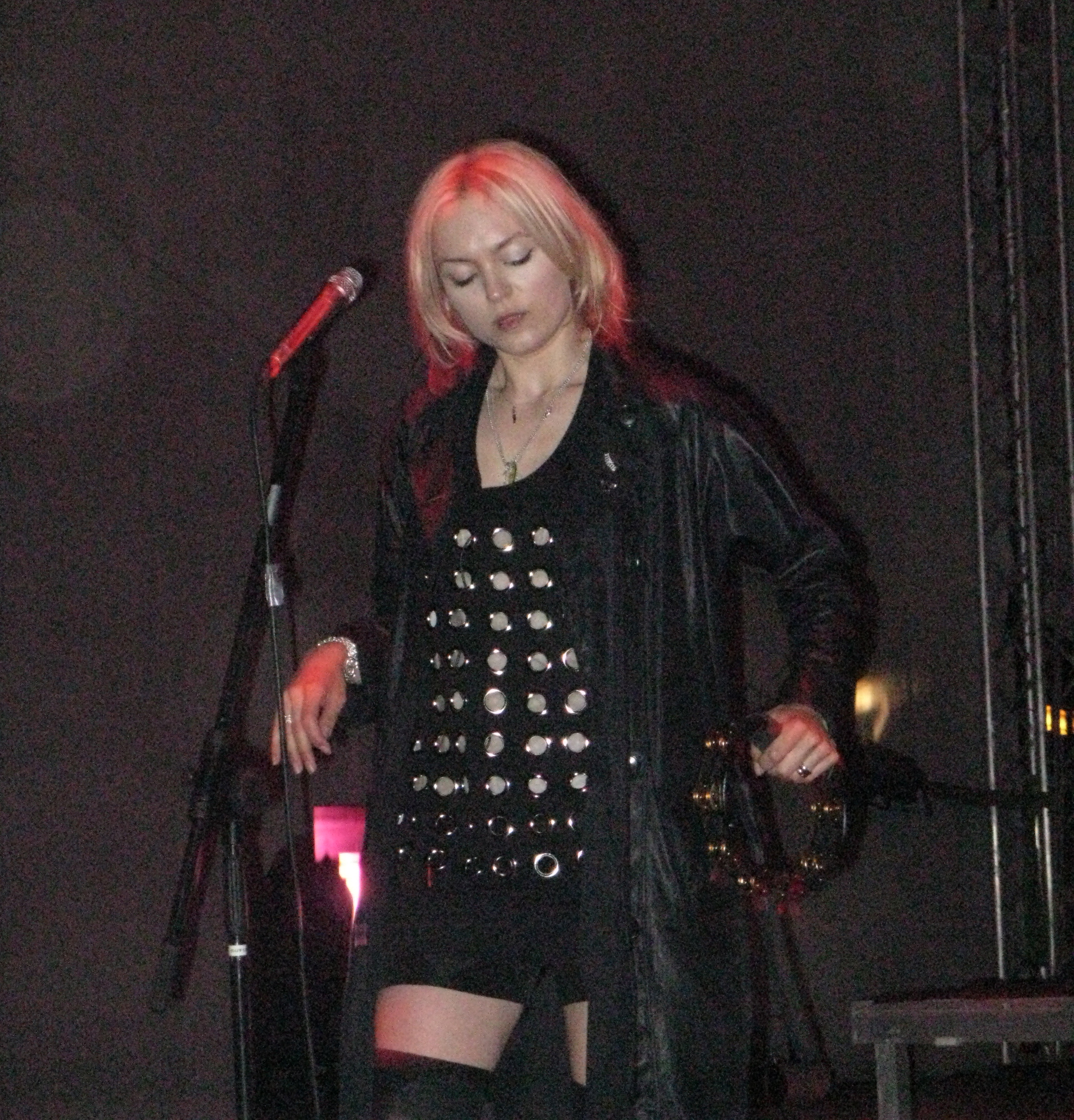
Pati Yang med Flykiller under en konsert i Toruń i Polen den 14 juni 2008.

Under 2005 påbörjade Pati Yang och Hilton inspelningen av hennes andra album, Silent Treatment, vid Air Studios i London. Låtarna skrev de tillsammans medan Hilton även agerade producent. Albumet gavs ut den 1 oktober 2005 på EMI och innebar Pati Yangs listdebut i hemlandet Polen, där det uppnådde 14:e plats. Singeln "All That Is Thirst" blev något av en mindre hit och backades upp av en musikvideo i regi av Marta Pruska.
Den 9 juni 2006 var Pati Yang förband åt Depeche Mode i samband med deras Touring the Angel-turné vid Stadion Legii i Warszawa. Tillsammans med Hilton bildade hon även gruppen Flykkiller, som gav ut albumet Experiments in Violent Light samt en rad EP-skivor under 2007.

### Faith, Hope + Fury(2009–2010)
Pati Yangs tredje album, Faith, Hope + Fury, gavs ut den 27 mars 2009 och visade upp en något poppigare och rättfram stil än hennes två tidigare. Albumet uppnådde plats 25 på den polska albumlistan och fick även en nominering vid 2010 års Nagroda Muzyczna Fryderyk för årets alternativa musikalbum (album roku muzyka alternatywna). Från albumet gav man ut singlarna "Stories from Dogland" och "Timebomb", varpå den sistnämnda medverkade i Lost Girl-avsnittet "Fae Gone Wild".
I juli 2010 hade en Myspace-sida skapats för hennes pseudonym Nikita där man kunde lyssna på låten "Tonight - Franzy Scanner Remix". Låten släpptes även på singel i oremixad version den 30 augusti 2010.

### Wires and Sparks(2011–)
Wires and Sparks, Pati Yags fjärde album, släpptes den 17 maj 2011. Det producerades av Joseph Cross, som också var med och producerade Hurts debutalbum Happiness. Låtarna skrev Pati Yang tillsammans med Cross varav flera även Hilton hade bidragit till. Man gjorde en musikvideo till låten "Near to God".
Albumet uppnådde plats 38 på den polska albumlistan. Fyra av låtarna hamnade på en EP med samma namn som gavs ut genom iTunes Store den 6 april 2012. En uppföljar-EP, Hold Your Horses, släpptes den 14 september samma år.
Ett femte album planeras släppas i december 2012.
[uppföljning saknas]

## Diskografi

### Studioalbum
| År                                              | Information | Högsta listposition | Högsta listposition | Högsta listposition | Högsta listposition | Högsta listposition | Högsta listposition | Högsta listposition | Högsta listposition | Högsta listposition | Högsta listposition | Högsta listposition | Högsta listposition |
| År                                              | Information | Polen               |                     |                     |                     |                     |                     |                     |                     |                     |                     |                     |                     |
| ----------------------------------------------- | --- | ------------------- | ------------------- | ------------------- | ------------------- | ------------------- | ------------------- | ------------------- | ------------------- | ------------------- | ------------------- | ------------------- | ------------------- |
| 1998                                            | Jaszczurka - Släppt: Oktober 1998 - Skivbolag: Sony Music Poland / Columbia (491872 2) - Format: CD                    | -                   |                     |                     |                     |                     |                     |                     |                     |                     |                     |                     |                     |
| 2005                                            | Silent Treatment - Släppt: 1 oktober 2005 - Skivbolag: EMI Poland (0946 3 41796 2 1) - Format: CD, digital nedladdning | 14                  |                     |                     |                     |                     |                     |                     |                     |                     |                     |                     |                     |
| 2009                                            | Faith, Hope + Fury - Släppt: 27 mars 2009 - Skivbolag: EMI Poland (50999 6979602 9) - Format: CD, digital nedladdning  | 25                  |                     |                     |                     |                     |                     |                     |                     |                     |                     |                     |                     |
| 2011                                            | Wires and Sparks - Släppt: 17 maj 2011 - Skivbolag: EMI Poland (0297102) - Format: CD                                  | 38                  |                     |                     |                     |                     |                     |                     |                     |                     |                     |                     |                     |
| "-" betecknar album som inte gick in på listan. | |                     |                     |                     |                     |                     |                     |                     |                     |                     |                     |                     |                     |

### EP-skivor
| År   | Information                                                                                        |
| ---- | -------------------------------------------------------------------------------------------------- |
| 2012 | Wires and Sparks EP - Släppt: 6 april 2012 - Skivbolag: EMI Poland - Format: digital nedladdning   |
| 2012 | Hold Your Horses - Släppt: 14 september 2012 - Skivbolag: EMI Poland - Format: digital nedladdning |

### Demoalbum
- 2001: Unreleased Songs (gratis nedladdning)[18]

1. "Inwokacja" – 0:48
2. "The War Is Coming" – 5:03
3. "Dancing in the Rain" – 6:11
4. "Nowa nowa" – 6:45
5. "Play It Again" – 4:49
6. "Choose" – 4:53
7. "Też nowa" – 5:38
8. "Odkąd jesteś tu" – 4:50
9. "Black Point" – 5:37
10. "A tej nikt nie zna" – 4:47
11. "Inch Close" – 6:17
12. "Ładna nowa" – 10:03

### Singlar
| År   | Titel                  | Album              |
| ---- | ---------------------- | ------------------ |
| 1998 | "Jaszczurka"           | Jaszczurka         |
| 1998 | "Underlegend"          | Jaszczurka         |
| 2005 | "All That Is Thirst"   | Silent Treatment   |
| 2005 | "Reverse the Day"      | Silent Treatment   |
| 2009 | "Stories from Dogland" | Faith, Hope + Fury |
| 2010 | "Timebomb"             | Faith, Hope + Fury |
| 2010 | "Tonight" (som Nikita) | -                  |